# Cliff Martinez
Cliff Martinez (New York, 5 februari 1954) is een Amerikaanse filmcomponist en ex-drummer bij onder andere Captain Beefheart, Red Hot Chili Peppers, Lidia Lunch en The Dickies.
Hij speelde mee op de eerste twee albums van de Red Hot Chili Peppers; The Red Hot Chili Peppers en Freaky Styley. Hij werd uit de band gezet omdat Jack Irons bereid was weer te gaan drummen bij The Red Hot Chili Peppers, nadat hij was vertrokken bij What Is This?.

## Filmografie
- Sex, Lies, and Videotape (1989)
- Pump Up the Volume (1990)
- Kafka (1991)
- Black Magic (1992)
- King of the Hill (1993)
- Underneath (1995)
- Gray's Anatomy (1996)
- Schizopolis (1996)
- Wicked (1998)
- The Limey (1999)
- Traffic (2000)
- Narc (2002)
- Solaris (2002)
- Wonderland (2003)
- Wicker Park (2004)
- Havoc (2005)
- First Snow (2006)
- Stiletto (2008)
- Vice (2008)
- Espion(s) (2009)
- À l'origine (2009)
- The Lincoln Lawyer (2011)
- Drive (2011)
- Contagion (2011)
- Arbitrage (2012)
- Spring Breakers (2012)
- The Company You Keep (2012)
- Only God Forgives (2013)
- Mea Culpa (2014)
- The Neon Demon (2016)
- War Dogs (2016)
- The Foreigner (2017)
- Den of Thieves (2018)
- Game Night (2018)
- Hotel Artemis (2018)
- Too Old to Die Young (2019)
- Kimi (2022)

## Discografie

### Albums
| Album met hitnotering(en) in de Vlaamse Ultratop 200 albums | Datum van verschijnen | Datum van binnenkomst | Hoogste positie | Aantal weken | Opmerkingen |
| ----------------------------------------------------------- | --------------------- | --------------------- | --------------- | ------------ | ----------- |
| Drive                                                       | 31-10-2011            | 12-11-2011            | 28              | 29*          | Soundtrack  |

### Albums met The Weirdos
- Weird World (compilation)

### Albums met Lydia Lunch
- 13:13 (1982)
- Stinkfist (1986)

### Albums met Captain Beefheart
- Ice Cream For Crow (1982)

### Albums met Red Hot Chili Peppers
- The Red Hot Chili Peppers (1984)
- Freaky Styley (1985)

### Albums met The Dickies
- Killer Clowns From Outer Space (1988)
- The Second Coming (1989)
- Locked N' Loaded Live in London (1991)
- Idjit Savant (1994)

- Biblioteca Nacional de España: XX1275833
- Bibliothèque nationale de France: cb13989540k (data)
- Gemeinsame Normdatei: 134456858
- International Standard Name Identifier: 0000 0001 0914 4228
- Library of Congress Control Number: n92028516
- Nationale Bibliotheek van Letland: 000337625
- MusicBrainz: c7e7036d-236a-4b4c-83a8-64bca8b14d7e
- Nationale Bibliotheek van Tsjechië: xx0148544
- Nationale Bibliotheek van Israël: 987007439402105171
- Nederlandse Thesaurus van Auteursnamen: 138524106
- Système universitaire de documentation: 067227767
- Virtual International Authority File: 71587477
- WorldCat: E39PBJjXkKhqXHJXkJCbW9Gyh3